# Kriegerdenkmal 1914/1918 (Garitz)

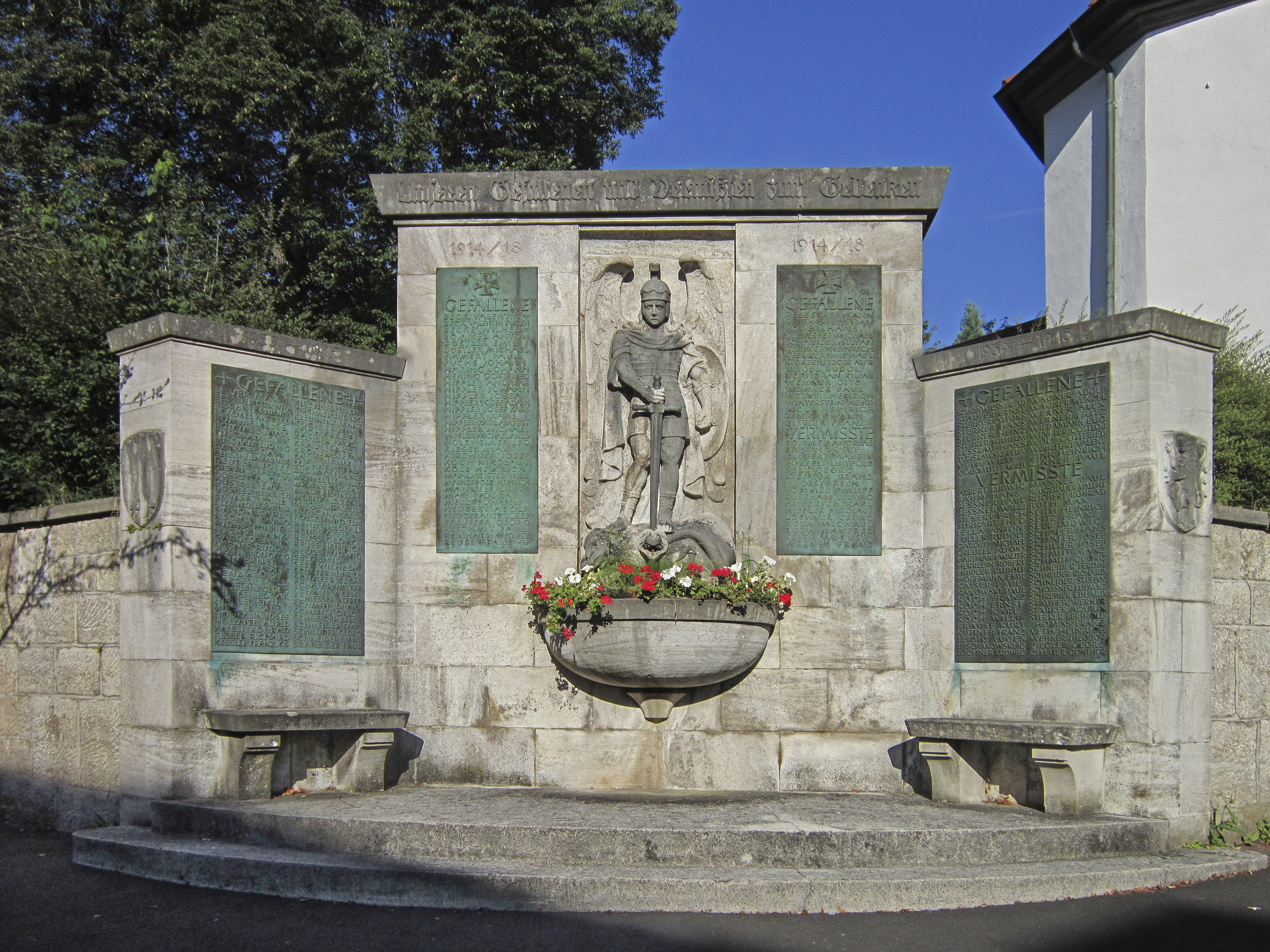
Kriegerdenkmal vor der St.-Nepomuk-Kirche.

Das Kriegerdenkmal 1914/1918 befindet sich vor der Kirche St. Johannes von Nepomuk im bayerischen Garitz, einem Stadtteil des Kurortes Bad Kissingen im unterfränkischen Landkreis Bad Kissingen. Es gehört zu den Bad Kissinger Baudenkmälern und ist unter der Nummer D-6-72-114-1 in der Bayerischen Denkmalliste registriert.

## Geschichte
Das Denkmal zur Erinnerung an die Garitzer Opfer des Ersten Weltkrieges befindet sich vor der St.-Nepomuk-Kirche in der Kirchbergstraße (ehemals – zur Zeit der Denkmalseinweihung – Burgstraße). Es wurde vom Bildhauer Bruno Brand errichtet und vom Bad Kissinger Stadtpfarrer Albert Susann, der im Krieg selbst als Divisionsgeistlicher gewirkt hatte, am 30. Juli 1929 eingeweiht.
Seit dem Jahr 1954 dient das Denkmal auch dem Gedenken an die Garitzer Opfer des Zweiten Weltkriegs; auch ihre Namen sind auf dem Denkmal zu lesen. Das Denkmal wurde in dieser Form am 21. November 1954 neu eingeweiht.
Das aus Muschelkalk bestehende Denkmal ist dreiflügelig angelegt. Alle drei Flügel tragen Gedenktafeln mit den Namen der Gefallenen. Der mittlere, erhöhte Flügel, beherbergt zusätzlich ein Hochrelief des Erzengels Michael mit einem Lindwurm vor seinen Füßen sowie einer Brunnenschale. An den beiden seitlichen Flügeln sind Sitzbänke angebracht.